# Carles Cano Peiró
Carles Cano Peiró (Valencia, 7 de marzo de 1957) es un autor español.
Creador de literatura infantil formado en múltiples oficios, además de un conocido cuentacuentos. En 1994 recibió el Premio Lazarillo de creación literaria por The agafat, Caputxeta (Te pillé, Caperucita). 
Aunque su obra tiene grados de complejidad diversos, su prosa tiende en ocasiones a ser experimental, con gran presencia de los juegos de palabras, en la línea de un Miquel Obiols (aunque con menor experimentación tipográfica o uso de caligrama); también ha creado universos de ficción plagados de seres extraños, nacidos de la pura posibilidad lingüística. Uno de sus proyectos más ambiciosos y completos es Columbeta, la isla libro, un mundo imaginario poblado por seres tales como los bromedrarios, los peliculanos o los cacadrilos, que ha sido ilustrado por Miguel Calatayud. 